# Harald Ehlke
Harald Ehlke (ur. 25 stycznia 1960) – niemiecki lekkoatleta specjalizujący się w skoku wzwyż. W czasie swojej kariery reprezentował Republikę Federalną Niemiec.
Największy sukces w karierze odniósł w 1979 r. podczas rozegranych w Bydgoszczy mistrzostw Europy juniorów, zdobywając brązowy medal.
Rekord życiowy: 2,21 – Karlsruhe 28/06/1981